# Martin Eric Ain
Martin Eric Ain (născut Martin Erich Stricker; n. 18 iulie 1967, SUA – d. 21 octombrie 2017, Zürich, cantonul Zürich, Elveția) a fost un muzician elvețian. Acesta a devenit cunoscut ca basist al formațiilor de extreme metal Hellhammer și Celtic Frost.

## Biografie
Ain s-a născut în Statele Unite.
În mai 1984, după desființarea formației Hellhammer, chitaristul Thomas Gabriel Fischer și basistul Martin Eric Ain, au alcătuit Celtic Frost în luna iunie  și au lansat extended play-ul Morbid Tales în noiembrie. Acesta a fost urmat de primul lor album de studio - To Mega Therion⁠(d) - în 1985, probabil cel mai influent album al formației. Ain nu a cântat pe acest album, fiind înlocuit cu muzicianul Dominic Steiner. În 1987, grupul a lansat albumul experimental Into the Pandemonium⁠(d).
După un turneu în America de Nord, problemele financiare, conflictele personale dintre membrii formației și o relație dificilă cu casa lor de discuri au dus la destrămarea grupului. Șase luni mai tarziu, Thomas Gabriel Fischer a reînființat formația împreună cu alți muzicieni si au inregistrat Cold Lake⁠(d) (1988). Ain a revenit pentru înregistrarea albumului Vanity/Nemesis⁠(d) în 1990.
După o pauză îndelungată, Celtic Frost a lansat albumul Monotheist⁠(d) în 2006, album apreciat de critici, iar solistul Tom Gabriel Fischer a decis să părăsească formația în 2008.

## Alte activități
Acesta deținea un magazin de DVD-uri și un bar în Zürich numit Acapulco. Ain a fost coproprietar al clubului de muzică Mascotte. Din 2004, devenise gazda spectacolului „Karaoke from Hell”, organizat în fiecare marți seară la clubul Mascotte.
A fost vocea principală pentru piesa „A Dying God Coming into Human Flesh” de pe ultimul album al formației.
În 2015, Ain a înființat o formație împreună cu alți muzicieni și artiști de pe scena evlețiană: Thomas Ott⁠(d) (un artist de benzi desenate), Markus Edelmann (fost membru Coroner⁠(d) ), Stefano Mauriello și Alain Kupper. Piesele scrise și înregistrate de aceștia au fost lansate după moartea lui Ain în 2019. Formția și-a ales denumirea Tar Pond, iar albumul este intitulat  Protocol of Constant Sadness.
În 2017, Ain a colaborat cu compozitorul elvețian contemporan Balz Trümpy și cu fiul său Samuel Trümpy la albumul Der Dorn (2018).
Ain a murit pe 21 octombrie 2017 în urma unui atac de cord.